# Nordisk mobiltelefoni

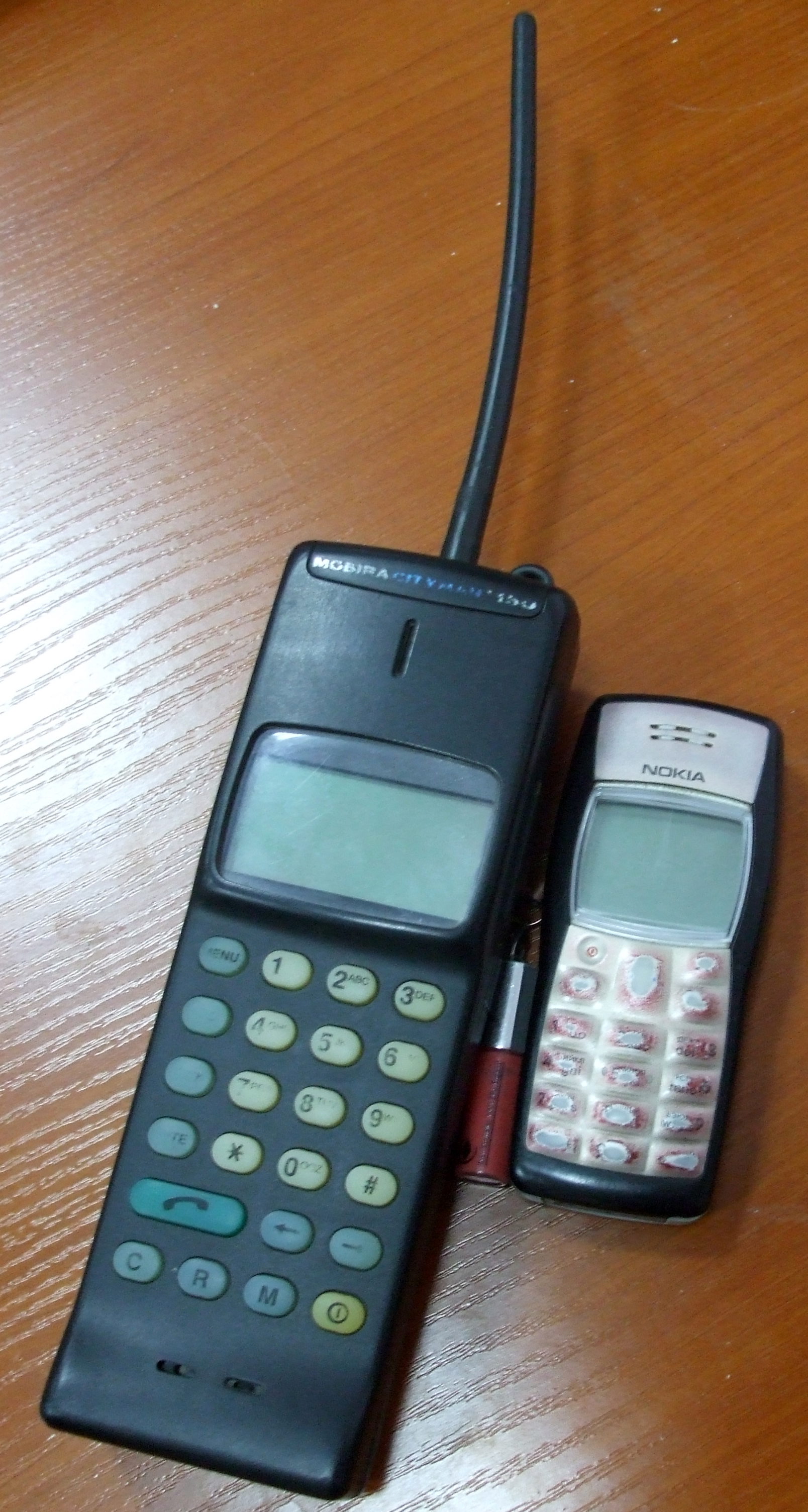
Nokia 150 till vänster (NMT900), Nokia 1100 till höger (GSM900/1800).

Nordiskt mobiltelefonisystem (NMT) (eng. Nordic Mobile Telephony) är en analog och trådlös mobiltelefoniteknik utvecklad av Nordiska mobiltelefonigruppen, ursprungligen som gemensam standard för de nordiska länderna och som infördes 1981. Före detta fanns ingen enhetlig standard för trådlös telefonkommunikation mellan länderna. NMT representerar vad som numera benämns ”första generationens mobiltelefoni”. Tekniken har använts och används fortfarande jorden runt, utom i Amerika som utnyttjade systemet AMPS, Advanced Mobile Phone Service. Andra analoga mobiltelefonisystem var exempelvis TACS i Storbritannien och C-Netz i Tyskland. NMT är inte längre i drift i Sverige. Däremot används 450 MHz-frekvenserna av Net 1 för att leverera trådlöst bredband och mobiltelefoni.

## Norden blir världsledande
USA låg efter i utvecklingen av celltekniken beroende på lagstiftning, och det var de nordiska länderna som tog täten i den nya konstruktionen av cellutrustning. Nordiska mobiltelefonigruppen med ordförande Thomas Haug ledde utvecklingen av NMT-nätet baserat på den av Televerket tidigare konstruerade MTA-, MTB- och MTD-tekniken. Gruppen hade år 1973 tagit fram en specifikation för NMT-systemet, och Televerket var det första bolag som byggde upp ett fungerande NMT-nät. Systemtesterna utfördes av Östen Mäkitalo. 1 oktober 1981 invigdes det nordiska nätet i närvaro av dåvarande kommunikationsministern Claes Elmstedt.
Det svenska NMT-systemet var inte det första analoga mobilsystemet att lanseras. Japan installerade ett första system 1979, och NMT-tekniken exporterades till Saudiarabien där det sattes igång en månad före Sverige. Även systembolaget Comviq (numera Tele2 med varumärket Tele2Mobil) lanserade ett mobiltelefonisystem 1 juli 1981 efter att Jan Stenbeck 1980 köpt och ombildat det nedkörda företaget AB Företagstelefon. 1988 hade Comviq ca 10 000 abonnenter och dåvarande Televerket Radio ca 170 000. Comviq hade den egenheten att det var den uppringda personen som fick bekosta det inkommande samtalet.[källa behövs]

## Varianter av NMT
Det har funnits två varianter av NMT: NMT 450 och NMT 900. ”Ficktelefonsystemet” NMT 900 introducerades 1987 och upphörde till förmån för GSM den 31 december 2000, medan NMT 450 fortsatte att användas i Nord-, Central- och Östeuropa, särskilt i glesbygden. NMT 450 upphörde dock i Sverige den 31 december 2007.
NMT hade överlägsen räckvidd jämfört med andra mobilsystem. Anledningen till den högre räckvidden var dels frekvensen och den därmed längre våglängden men också att NMT 450-telefoner hade en högre sändningseffekt. En fordonsmonterad NMT 450-telefon tilläts ha en sändningseffekt på 15 watt, medan exempelvis en fordonsmonterad GSM har max 6 W. Ficktelefonernas sändningseffekt är max 2 W (NMT och GSM), vanligtvis är dock maxeffekten på GSM ännu lägre.
NMT-nätet var ett centraliserat nätverk, främst beroende på att det utvecklades för att finnas i städer där en sådan lösning var den mest kostnadseffektiva. Komponenterna i nätverket var en växel (MTX, Mobile Telephone eXchange), basstationer (BS) samt kopplingsstationer (KS) till det vanliga telefonnätet. Kanaldelningen var 25 / 12,5 kHz för NMT 450.